# Fumana ericoides
Fumana ericoides es una planta de la familia de las cistáceas.

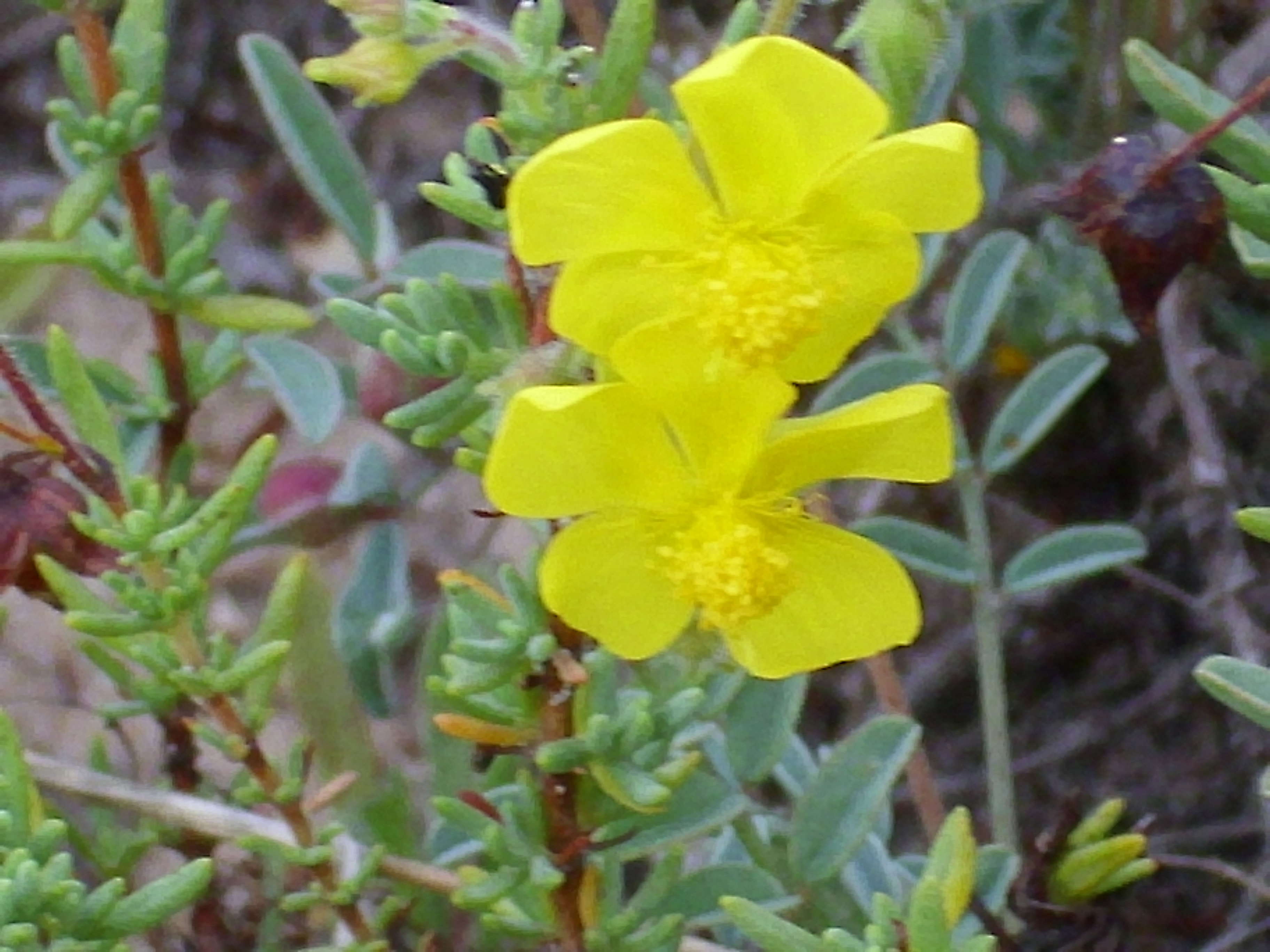
Detalle de la flor

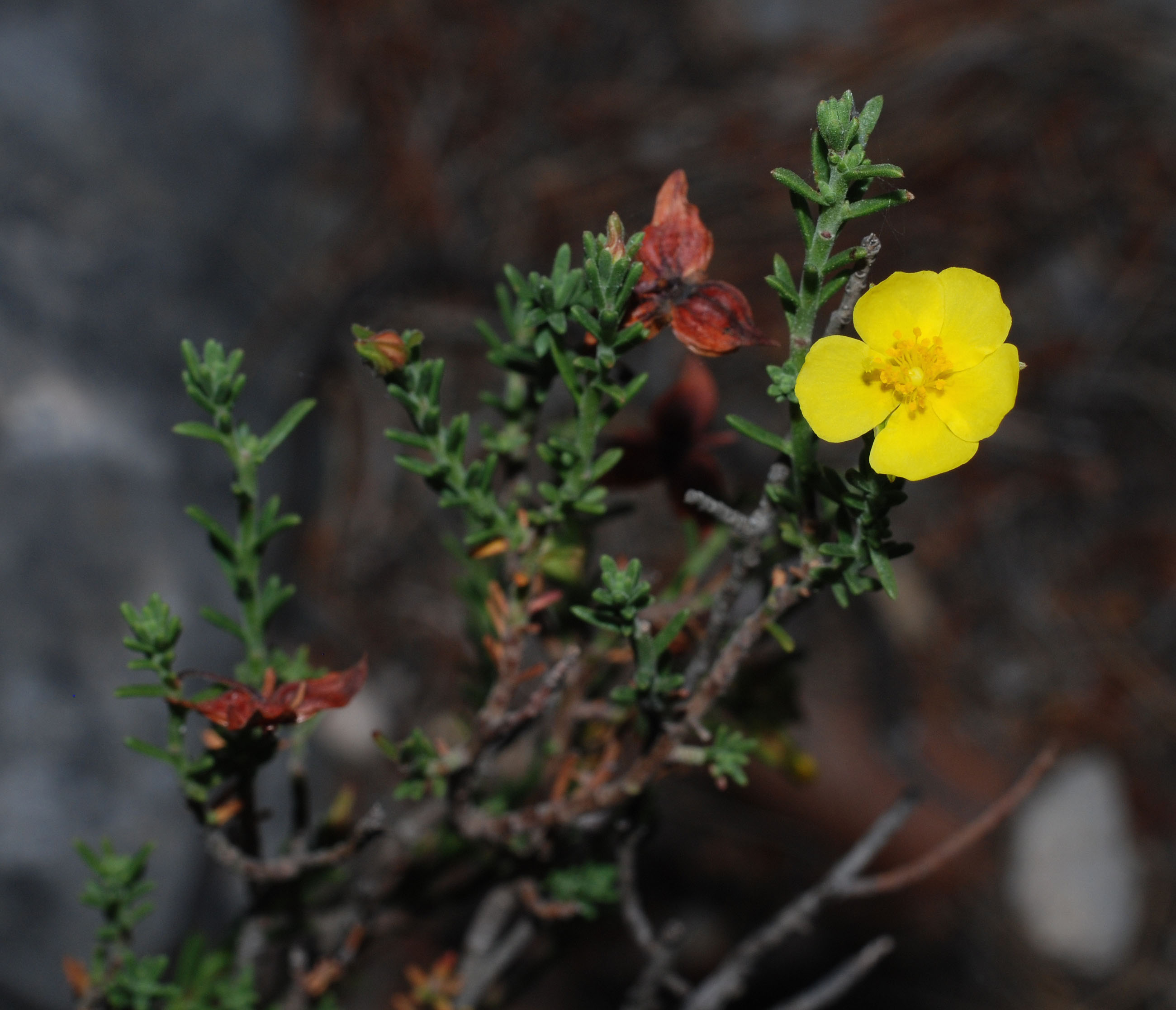
Planta en flor

## Descripción
Tiene tallos de hasta 30 cm de altura, con ramas pubescente-glandulosas. Hojas frecuentemente en grupos axilares, alternas en la parte superior, lineares, mucronadas, frecuentemente ciliadas en el margen, con pelos glandulares cortos en toda su superficie. Flores solitarias o en cimas con 2-3 flores. Sépalos glabrescentes, con algunos pelos rojizos en el margen, particularmente en los externos; los externos oblongos; los internos ovados, agudos. Cápsula glabra, con 8-12 semillas. Semillas pardas. Florece y fructifica de marzo a agosto.

## Distribución
Se encuentra en matorrales y tomillares muy soleados y abiertos, en suelo profundo, preferentemente margoso y yesoso; 0-800 m en la Región mediterránea suroccidental (SE de la península ibérica, las Baleares y N de Marruecos); en la península ibérica se concentra en el litoral mediterráneo, desde Tarragona a Málaga, adentrándose algo por el valle del Ebro y zonas térmicas del SE. 

## Propiedades
Usada como diurético, en Andalucía se toma la planta entera en cocimiento.

## Taxonomía
Fumana ericoides fue descrita por (Cav.) Gand. in Magnier y publicado en Flora Selecta Exsiccata n. 201 (1883)
Citología
Número de cromosomas de Fumana ericoides (Fam. Cistaceae) y táxones infraespecíficos: 2n=32
Etimología
Fumana: nombre genérico dado por Thomas Bartholin (1673) que llamó Herba fumana a lo que luego Linneo nombró Cistus Fumana L., quizá por su aspecto grisáceo, como ahumado (del latín fumus = "humo".
ericoides: epíteto latino, parecido a la Erica, brezo.
Sinonimia
- Cistus ericoides Cav.
- Fumana coridifolia (Vill.) P.Fourn.
- Fumana robusta Sennen
- Fumana spachii Gren. & Godr.
- Fumana vulgaris Spach
- Helianthemum spachii K.Koch[6]

## Nombre común
- Castellano: chaparrilla, esparraguerilla, gitanilla, hierba blanca, hierba para las almorranas, hierba sillera, jara-tomillo, jarilla, palotillo, pata de perdiz, sillerilla (4), sillerita, sillería, tamarilla, tomillo de flor de jara, zamarrilla (2), zaparrilla.[7]